# Marco Ruggiero (chitarrista)
Marco Ruggiero (Napoli, 26 gennaio 1976) è un musicista italiano, è il chitarrista fondatore dei Savior from Anger. Nell'ambito della musica emergente partenopea è conosciuto per essere l'ex-chitarrista dei Nameless Crime.

## Carriera musicale

### Landguard
Inizia la sua carriera nei Landguard, band Progressive Power Metal con la quale registra l'album Eden Of A Parallel Dimension pubblicato grazie alla label italiana Underground Symphony. Nel 2000 lascia i Languard per dedicarsi ad un progetto tutto nuovo, i Nameless Crime.

### Nameless Crime
Nel 2000 fonda i Nameless Crime band Thrash metal, con la quale registra due album: Nameless Crime, pubblicato nel 2003 (Nocturnal Music), Law and Persecution pubblicato nel 2006 (Power Zone records). Nel 2004 pubblica con l'aiuto promozionale di Hot-Rockin l'EP Backdraft.
L'attività live della band è molto proficua, infatti suonano con molti artisti metal di stampo internazionale tra cui Paul Di Anno i Dark Moor, e molti altri.

### Savior from Anger
Nel 2006 forma una nuova band chiamata Savior from Anger di stile Speed metal con la quale registra nello stesso anno l'EP No Way Out.
Durante il 2007 e il 2008 suonano con molti artisti italiani e internazionali della scena metal come Dark Tranquillity, novembre e molti altri, partecipando soprattutto a festival settoriali, come lo S-Hammer Metal Fest o l'Heavy Naples.
Verso la fine del 2008 la band firma per l'etichetta Rock It Up Records, label tedesca per la quale registrano un nuovo album Lost In The Darkness, uscito all'inizio del 2009.

### Altri gruppi
Ha anche militato come chitarrista nella band doom power metal In Aevum Agere di Bruno Masulli. Lo stesso ha seguito la band per diversi concerti nel gennaio 2009 in Germania partecipando all'Hammer of Doom e ha registrato alcuni assoli sul disco The Shadow Tower uscito nel 2012.

## Discografia

### Landguard
- 2003 - Eden of a Parallel Dimension - Underground Symphony - Audioglobe

#### Raccolte
- 1999 - Nocturnal Symphonies vol . 11 - Compilation 1999 - Nocturnal Music

### Nameless Crime

#### Album registrati in studio
- 2003 - Nameless Crime - Nocturnal Music - Frontiers records
- 2004 - Backdraft EP - Hot-Rockin records
- 2004 - Law and Persecution - Power Zone records - Masterpiece

#### Raccolte
- 2002 - Revenge the triumph of… - Tribute to Manowar 2002 - Steelborn records
- 2002 - Cheap, Hard & Heavy vol.18 - Compilation 2002 - The Metal Merchant

#### DVD Live
- 2004 - Agglutination Metal Festival - DVD 2004 - Gerardo Cafaro productions

### Savior from Anger

#### Album registrati in studio
- 2006 - No Way Out EP - MRM Production
- 2009 - Lost in the Darkness - Rock It Up records - My Graveyard records
- 2011 - Age of Decadence - My Graveyard Productions
- 2016 - Temple of Judgment - Pure Steel records

#### Raccolte
- 2008 - Metal Crusade Compilation VOL. XVII - (Killing Greed song - 2008)
- 2009 - Ride the Lightining Compilation - (Killing Greed song - MDD RECORDS

#### Album registrati dal vivo
- 2007 - Heavy Naples Live 2007 - PMP Production

#### DVD Live
- 2008 - Agglutination Metal Festival - DVD live 2008 - Gerardo Cafaro productions